# Trosteanîțea, Muncaci
Trosteanîțea (în ucraineană Тростяниця) este un sat în comuna Puzneakivți din raionul Muncaci, regiunea Transcarpatia, Ucraina.

## Demografie
Componența lingvistică a localității Trosteanîțea
     Ucraineană (97,77%)
     Alte limbi (0,56%)
Conform recensământului din 2001, majoritatea populației localității Trosteanîțea era vorbitoare de ucraineană (97,77%), existând în minoritate și vorbitori de armeană (1,12%).